# Vorst (Straelen)
Vorst ist ein Ortsteil der Stadt Straelen (Niederrhein).

## Geographie
Vorst ist der nördlichste Ortsteil Straelens und grenzt an die Ortsteile Auwel-Holt und Vossum.

## Kultur und Sehenswürdigkeiten

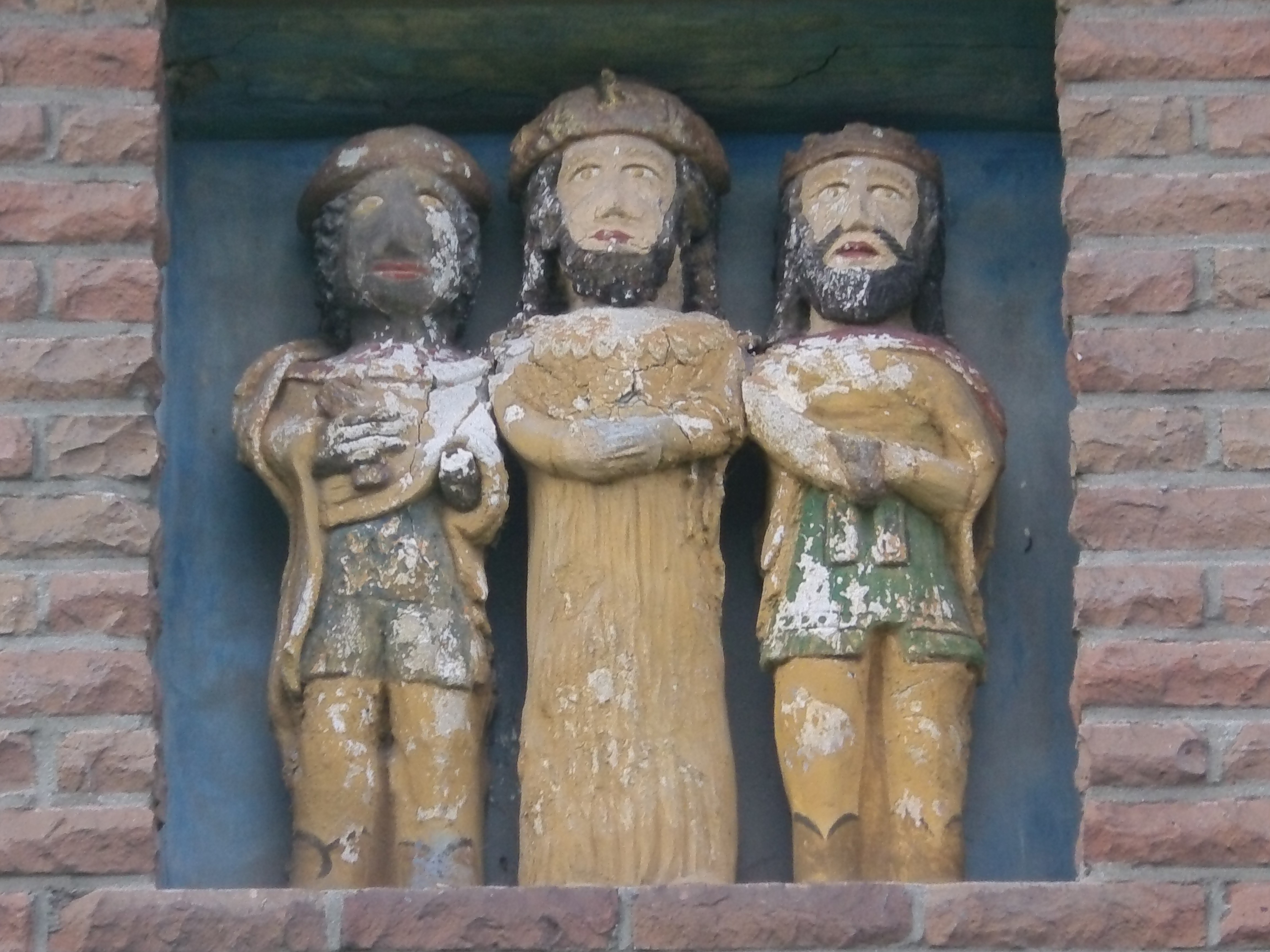
Drei Könige

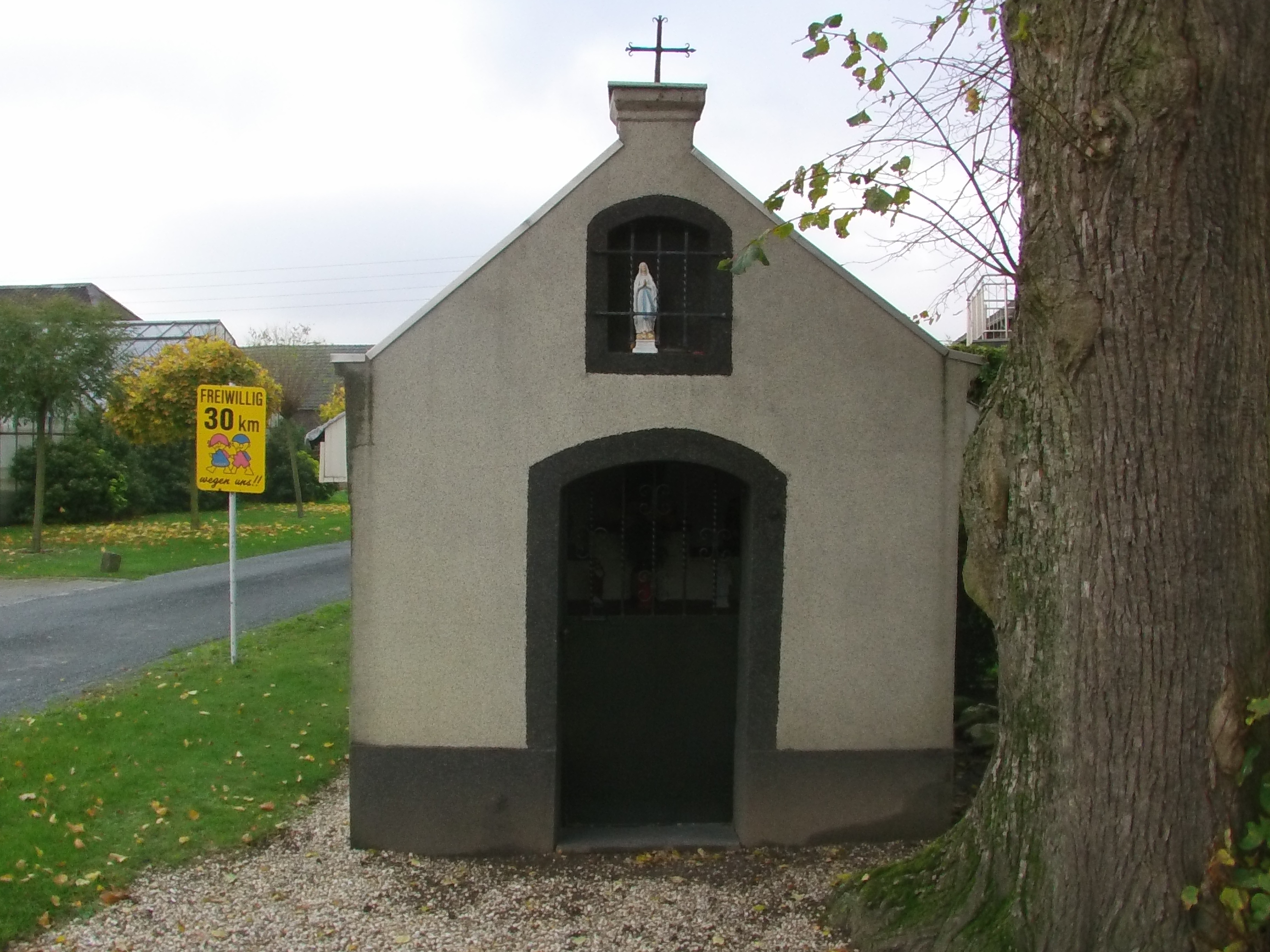
Marienkapelle Straelen Vorst

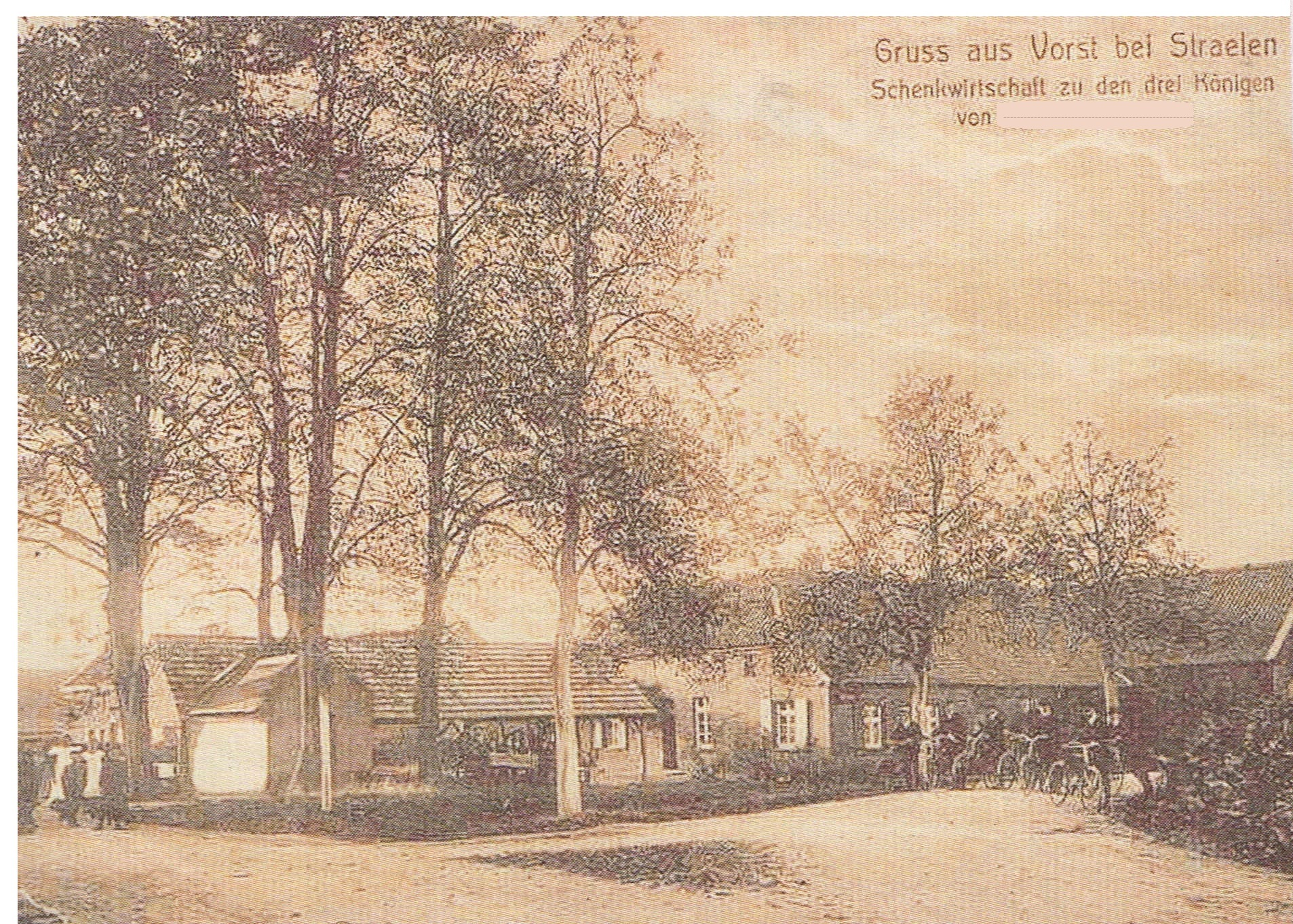
Postkarte aus Vorst

Im Zentrum des Dorfes steht eine etwa 300 Jahre alte Marienkapelle, deren exaktes Alter nicht genau datiert werden kann. Außerdem stehen in Vorst in einer Hauswand drei etwa 60 cm große Steinfiguren, die auch „Die heiligen drei Könige“ genannt werden. Sie haben höchstwahrscheinlich das gleiche Alter wie die Kapelle. Die Figuren waren mit der Kapelle womöglich eine Station des Pilgerwegs zum etwa 10 km entfernten Wallfahrtsort Kevelaer.

### Tourismus
In Vorst existierte eine kleine Kneipe mit dem Namen „Zu den drei Königen“. Pilger rasteten dort, um weiter nach Kevelaer zu wandern.
Es existieren Postkarten aus dem frühen 20. Jahrhundert.

### Fossa Eugeniana
Durch Vorst verlief der nie fertiggestellte Kanal „Fossa Eugeniana“. Teile des alten Kanalbetts und der Schanzen sind heute noch sichtbar.

## Geschichte
Vorst war eine der Stationen der Kleinbahn von Kempen nach Kevelaer. Sie gehörte zur Geldernschen Kreisbahn. Sie wurde am 1. September 1902 in Betrieb genommen, und 1932 stillgelegt.